# Christina Hörnell
Maria Christina Hörnell, född 17 mars 1964 i Botkyrka församling, Stockholms län, är en svensk dirigent. Sedan 1 oktober 2023 är hon VD och konstnärlig chef för Malmö Opera.

## Biografi
Hörnell, som är organistutbildad, var dirigent och konstnärlig ledare för Kongl. Teknologkören i Stockholm åren 1989–1994 och Akademiska kören i Stockholm 1991–2007. Hon var kormästare vid Kungliga Operan i Stockholm 1994–2013 och kormästare hos Göteborgs Symfoniker 2010–2014. I denna tjänst ledde hon Göteborgs symfoniska kör. Därefter var hon director musices vid Linköpings universitet och dirigent för Linköpings Studentsångare och Östgöta Kammarkör.

## Priser och utmärkelser
- 1994 – Norrbymedaljen
- 2014 – H.M. Konungens medalj av 8:e storleken [6]